# Cầu vượt Nguyễn Thái Sơn – Nguyễn Kiệm

Cầu vượt Nguyễn Thái Sơn – Nguyễn Kiệm, ảnh chụp từ hướng đường Phạm Văn Đồng.

Cầu vượt Nguyễn Thái Sơn – Nguyễn Kiệm là một hệ thống cầu vượt thép tại quận Gò Vấp, Thành phố Hồ Chí Minh. Cầu nằm tại nút giao sáu tuyến đường Nguyễn Kiệm, Nguyễn Thái Sơn, Phạm Văn Đồng, Hoàng Minh Giám và Bạch Đằng.
Công trình nhằm góp phần giảm ùn tắc giao thông tại khu vực cửa ngõ sân bay Tân Sơn Nhất và được khởi công vào ngày 8 tháng 2 năm 2017. Theo thiết kế, cầu có hình chữ N, gồm ba nhánh đều cho các phương tiện lưu thông một chiều như sau:
- Nhánh thứ nhất dài 362,8 m nối từ đường Hoàng Minh Giám sang đường Nguyễn Thái Sơn, thông xe vào ngày 3 tháng 7 năm 2017[2]
- Nhánh thứ hai dài 367,7 m nối từ đường Nguyễn Kiệm (hướng Gò Vấp - Phú Nhuận) sang đường Hoàng Minh Giám, thông xe vào ngày 16 tháng 11 năm 2017[3]
- Nhánh thứ ba dài 367,7 m nối từ đường Nguyễn Kiệm (hướng Phú Nhuận - Gò Vấp) sang đường Nguyễn Thái Sơn, thông xe vào ngày 18 tháng 1 năm 2019 (do vướng giải phóng mặt bằng).[4]

Tổng mức đầu tư của công trình là 504 tỷ đồng, trong đó chi phí xây dựng là 351 tỷ đồng.